# World Jazz Festival
World Jazz Festival — международный фестиваль джазовой музыки в Риге, проводится ежегодно с 2014 года в конце июля.
В фестивале участвуют звёзды мировой джазовой музыки, в том числе из стран экс-СССР. В рамках фестиваля проходят мастер-классы, джем-сейшены. Фестиваль традиционно проходит на Домской площади Риги и в концертном комплексе «Арена Рига».
Организаторами фестиваля являются Igor Butman Music Group Игоря Бутмана и продюсерский центр Аркадия Укупника.